# Eberhard Weber
Eberhard Weber (Stoccarda, 22 gennaio 1940) è un contrabbassista e compositore tedesco.
Da esecutore, è riconosciuto come uno dei più virtuosi ed originali jazzisti, apprezzato per il suo tono e fraseggio. Le sue composizioni musicali sono di difficile collocazione stilistica, essendo un ibrido ricco di rimandi al chamber jazz, alla musica classica europea, a quella minimalista e all'ambient music, e sono considerate un grande esempio del sound dell'etichetta discografica ECM.

## Discografia

### Solista
- The Colours of Chloë (1973)
- Yellow Fields (1975)
- The Following Morning (1976)
- Silent Feet (1977)
- Fluid Rustle (1979)
- Little Movements (1980)
- Later That Evening (1982)
- Chorus (1984)
- Orchestra (1988)
- Pendulum (1993)
- Endless Days (2001)
- Stages of a Long Journey (2007)
- Résumé (2012)
- Encore (2015)

### Raccolte
- Works (1985)
- Selected Recordings (2004)
- Colours (2010) (ripubblicazione di Yellow Fields, Silent Feet e Little Movements)

### Sideman
Con Gary Burton
- Ring (ECM, 1974)
- Passengers (ECM, 1976)

Con Kate Bush
- The Dreaming (1982)
- Hounds of Love (1985)
- The Sensual World (1989)
- Aerial (2005)

Con Jan Garbarek
- Photo with Blue Sky, White Cloud, Wires, Windows and a Red Roof (ECM, 1979)
- Paths, Prints (ECM, 1981)
- Wayfarer (ECM, 1983)
- It's OK to Listen to the Gray Voice (ECM, 1985)
- All Those Born With Wings (ECM, 1987)
- Legend of the Seven Dreams (ECM, 1988)
- I Took Up the Runes (ECM, 1990)
- Twelve Moons (ECM, 1992)
- Visible World (ECM, 1995)
- Rites (ECM, 1998)

Con Pat Metheny
- Watercolors (ECM, 1977)

Con Ralph Towner
- Solstice (ECM, 1975)
- Solstice/Sound and Shadows (ECM, 1977)

Con Mal Waldron
- The Call (JAPO, 1971)

### Con altri artisti
Consultare i "Collegamenti esterni" per la discografia completa
- Wolfgang Dauner: Dream Talk (1964), Free Action (1967), Output (1970)
- Hampton Hawes: Hamps' Piano (1967)
- Baden Powell: Poema en Guitar (1968)
- Joe Pass: Intercontinental (1970)
- Ernest Ranglin: Ranglypso (1976), MPS
- Stephane Grapelli: Afternoon in Paris (1971)
- The Singers Unlimited con Art Van Damme: Invitation (1973)
- Benny Bailey: Islands (1976)
- Manfred Schoof Orchestra: Reflections (1983)
- Graeme Revell: Body of Evidence: Motion Picture Soundtrack (1993)
- United Jazz + Rock Ensemble: include The Break Even Point e United Live Opus Sechs

## Connessioni letterarie
Weber si è ispirato, almeno cinque volte, a La collina dei conigli (di Richard Adams) per i titoli di sue composizioni ed album. Esempi lampanti sono la title track e Eyes That Can See in the Dark da Silent Feet; Often in the Open da Later That Evening e Quiet Departures e la title track daFluid Rustle.